# Två systrar för mycket
Två systrar för mycket (engelska: Big Business) är en amerikansk komedifilm från 1988 i regi av Jim Abrahams. I huvudrollerna ses Bette Midler och Lily Tomlin.

## Handling
Filmen handlar om två tvillingpar, systrarna Ratliff och Shelton, som blandas ihop vid födseln. Det ena omaka paret (systrarna Shelton) växer upp i en förmögen familj i New York, där de i vuxen ålder tagit över företaget Moramax efter sina föräldrar. Det andra paret (Ratliff) bor i den lantliga byn Jupiter Hollow, där deras tillvaro går runt tack vare en fabrik, ägd av Moramax. 
När Moramax planerar att stänga fabriken beslutar de systerparet bege sig till New York för att protestera mot nedläggningen. Efter vissa förväxlingar återförenas till slut de två systerparen och man lyckas förhindra fabriksnedläggningen.

## Rollista i urval
- Bette Midler - Sadie Ratliff/Sadie Shelton
- Lily Tomlin - Rose Ratliff/Rose Shelton
- Fred Ward - Roone Dimmick
- Michael Gross - Dr. Jay Marshall
- Edward Herrmann - Graham Sherbourne
- Barry Primus - Michael
- Michele Placido - Fabio Alberici
- Seth Green - Jason
- Daniel Gerroll - Chuck
- Barry Primus - Michael
- John Hancock - Harlan
- Deborah Rush - Binky Shelton
- Nicolas Coster - Hunt Shelton
- Lewis Arquette - Mr. Stokes
- J. C. Quinn - Garth Ratliff
- Joe Grifasi - receptionist
- John Vickery - Hotellchef
- Mary Gross - Judy
- Carmen Argenziano - styrelsemedlem
- Chick Hearn - sig själv